# Mona Simpson (personage)
Mona J. Simpson is een personage uit de animatieserie The Simpsons. Ze is de moeder van Homer J. Simpson en de vervreemde vrouw van Abraham Simpson. Haar stem is op verschillende momenten ingesproken door Maggie Roswell, Glenn Close en Tress MacNeille. Een van de schrijvers, Richard Appel, noemde Mona naar zijn vrouw Mona Simpson, de biologische zus van Steve Jobs.

## Biografie
Van Mona Simpson werd lange tijd aangenomen dat ze dood was. In werkelijkheid was ze op de vlucht voor de wet vanwege een ontmoeting met Charles Montgomery Burns.
Toen Homer nog een kind was in de jaren 60, raakte Mona betrokken bij de activiteiten van een groep hippies, en deed met hen mee bij vele demonstraties en uitingen van politiek activisme. Een van deze daden was een protest tegen het laboratorium van Mr. Burns, waar biologische wapens zouden worden gemaakt. Op een dag brak de groep in bij dit lab en vernielde alles. Toen Burns arriveerde zag hij Mona en herkende haar meteen. Hierdoor was ze gedwongen te vluchten en haar familie achter te laten. Omdat hij zijn zoon niet ongerust wilde maken, maakte Abraham Homer wijs dat zijn moeder was omgekomen.
Mona’s verblijfplaats gedurende het merendeel van haar leven is onbekend. Ze gebruikte vele aliassen om uit handen van de autoriteiten te blijven. Ze stuurde Homer elke week een pakketje, maar geen van deze pakjes werd ooit bezorgd.
Mona werd voor het eerst even kort gezien in een flashback in de aflevering Oh Brother, Where Art Thou? en D'oh in the wind. Toen Homer zijn dood in scène zette in de aflevering Mother Simpson besloot ze haar zoons graf te bezoeken, en werden de twee weer herenigd. Dit was van korte duur omdat Mr. Burns lucht kreeg van Mona’s terugkeer, en haar weer dwong te vluchten.
Nadien heeft Mona een paar maal contact met Homer gezocht, maar ze kon nooit lang blijven. Volgens haar verschillende rijbewijzen is ze 1,68 meter lang en ergens in de 60 jaar.
In de aflevering "Mona Leaves-a" keerde ze terug naar de Simpsons in de hoop haar normale leven weer op te kunnen pakken. Tijdens haar bezoek stierf ze aan ouderdom. Ze werd naderhand gecremeerd. Homer strooide haar as nadien uit op een berg, zoals in haar testament beschreven stond. Uiteindelijk vernietigt ze met haar as de besturing van een raket van Burns.

## Aliassen
Enkele van Mona’s aliassen zijn:
- Mora Stevens
- Martha Stewart
- Penelope Olsen
- Muddy Mae Suggins
- Anita Bonghit

Homer Simpson · Marge Simpson · Bart Simpson · Lisa Simpson · Maggie Simpson · Abraham Simpson · Patty en Selma Bouvier · Jacqueline Bouvier · Mona Simpson · Santa's Little Helper · Snowball II · Familie Bouvier
Jasper Beardley · Comic Book Guy · Eddie en Lou · Maude Flanders · Ned Flanders · Professor Frink · Barney Gumble · Julius Hibbert · Lionel Hutz · Eerwaarde Lovejoy · Kapitein Horatio McCallister · Hans Moleman · Bleeding Gums Murphy · Apu Nahasapeemapetilon · Mayor Joe Quimby · Dr. Nick Riviera · Agnes Skinner · Cletus Spuckler · Squeaky Voiced Teen · Disco Stu · Moe Szyslak · Kirk Van Houten · Luann Van Houten · Chief Clancy Wiggum
Gary Chalmers · Rod en Todd Flanders · Jimbo Jones · Kearney · Edna Krabappel · Otto Mann · Nelson Muntz · Martin Prince · Seymour Skinner · Milhouse Van Houten · Ralph Wiggum · Groundskeeper Willie · andere studenten
Montgomery Burns · Carl Carlson · Lenny Leonard · Waylon Smithers
Itchy en Scratchy · Kent Brockman · Krusty de Clown · Troy McClure · Rainier Wolfcastle · Radioactive Man
Snake · Kang & Kodos · Sideshow Bob · Fat Tony
Treehouse of Horror
Bart vs. the World · Bart Simpson's Escape from Camp Deadly · The Simpsons Arcadespel · Bart vs. the Space Mutants · Bart's House of Weirdness ·Bart vs. The Juggernauts · Krusty's Fun House · Bartman Meets Radioactive Man · Bart's Nightmare · The Itchy and Scratchy Game · Virtual Bart · Bart and the Beanstalk · Itchy & Scratchy in Miniature Golf Madness · Cartoon Studio · Virtual Springfield · Night of the Living Treehouse of Horror · Bowling · Wrestling · Road Rage · Skateboarding · Hit & Run · The Simpsons Game · The Simpsons: Tapped Out
The Simpsons · The Simpsons Pinball Party
Strips: Simpsons Comics · Bart Simpson serie · Itchy & Scratchy Comics · Bart Simpson's Treehouse of Horror · Futurama/Simpsons Infinitely Secret Crossover Crisis
Tijdschrift: Simpsons Illustrated
Boeken: Bart Simpson's Guide to Life · Family Album · Library of Wisdom · Complete Guides · Planet Simpson · The Simpsons and Philosophy
Actiefiguurtjes: World of Springfield
The Simpsons Movie
Bankgrap ·
Canyonero · 
D'oh! · 
Duff Beer · 
Schoolbordgrap · 